# Mark Edward Ruff
Mark Edward Ruff (* 1969) ist ein US-amerikanischer Historiker und Hochschullehrer.

## Leben
Er erwarb die Abschlüsse B.A. an der University at Buffalo, Honors Program, im Mai 1991 mit der Note „Summa Cum Laude“, den M.A. an der Brown University im Juni 1992 und ebenda auch den  Ph.D. im Mai 1999. Der Promotionskommission gehörten Volker Berghahn, David Kertzer und Abbott Gleason an. Ruff lehrte als Visiting Assistant Professor am Providence College (1998–1999), als Visiting Assistant Professor am Wellesley College (1999), als Associate Professor/Assistant Professor an der Concordia University (1999–2002)/(2002–2004) und als Assistant Professor (2004–2007) sowie als Associate Professor an der Saint Louis University seit 2007.
Seine Forschungsschwerpunkte sind Geschichte des deutschen Katholizismus des 20. Jahrhunderts, Säkularisierungstheorien, Erinnerungsgeschichte und Intellectual History.

## Publikationen (Auswahl)
- als Herausgeber mit Claudia Hiepel: Christliche Arbeiterbewegung in Europa 1850–1950. Stuttgart 2003, ISBN 3-17-018124-6.
- The Wayward Flock. Catholic Youth in Postwar West Germany, 1945–1965. Chapel Hill 2005, ISBN 0-8078-2914-5 (zugleich: Dissertation, Brown University, 1999).
- als Herausgeber mit Christoph Kösters: Die Katholische Kirche im Dritten Reich. Eine Einführung. Freiburg im Breisgau 2011, ISBN 3-451-30700-6.
- The Battle for the Catholic Past in Germany, 1945–1980. Cambridge 2017, ISBN 978-1-107-19066-5.
- als Herausgeber mit Andreas Henkelmann, Christoph Kösters und Rosel Oehme-Vieregge: Katholizismus transnational. Beiträge zur Zeitgeschichte in Westeuropa und den Vereinigten Staaten, Münster 2019, ISBN 978-3-402-24600-9.